# Lubomír Dvořák (voják)
Lubomír Dvořák (* 25. listopadu 1927, Albrechtice) je český voják, plukovník ve výslužbě. Za druhé světové války se zapojil do odboje proti nacismu a po Vítězném únoru převáděl lidi přes hranice. Jako politický vězeň byl odsouzen k doživotí a byl vězněn v táboře nucených prací. 
Dne 28. října 1995 byl oceněn Řádem Bílého lva III. třídy za mimořádné zásluhy o obranu a bezpečnost státu a vynikající bojovou činnost.

## Život

### Mládí a studium
Lubomír Dvořák se narodil ve vesnici Albrechtice a jeho otec byl ředitelem gymnázia v Českém Těšíně. Poté, co si Polsko anektovalo část Těšínska, musela se celá jejich rodina okamžitě odstěhovat. Jejich otec měl být totiž jednou z prvních plánovaných obětí agrese, jelikož byl ředitelem gymnázia polské děti se vzděláváním v českém jazyce a byl členem Národně socialistické strany. Přestěhovali se do Hrubčic, kde žila Lubomírova babička. Po dobu čtyř měsíců, co zde žili, Lubomír pokračoval ve studiu na gymnáziu v Prostějově. Pak se v pololetí roku 1939 přestěhovali do Brna, kde jeho otec získal místo učitele na gymnáziu. V roce 1940 zemřela Lubomírova maminka, a tak zůstal s otcem a se svou starší sestrou.

### Druhá světová válka
Během druhé světové války se Lubomír Dvořák zapojoval do protinacistických akcí. Když mu jednou jeho kamarád ukázal leták proti okupantům, poprosil ho, aby si jej přečetl, opsal ho a dal do schránek dalších lidí. Leták přepisoval doma na psacím stroji v rozmezí března až dubna 1944 a na doporučení vhazoval některé z těchto letáků i do schránek tehdejších brněnských Němců. V tomto válečném období byl čtrnáctiletý Lubomír rovněž přijat jako student na učitelský ústav. Když se osvědčil v rozšiřování a množení různých protiněmeckých letáků, seznámil se s neznámým dospělým člověkem, který ho s dalšími chlapci bral na „výlety“ na Hády. Jméno tohoto člověka se nikdy nedozvěděl. Během výletů ukazoval tento pán neznámým chlapcům, jak se obsluhují zbraně a provádí se jejich základní údržba. Když vypuklo Slovenské národní povstání, chtěl Dvořák pomoci, a tak přemýšlel o přechodu hranic a zapojení se do povstání. Ale než se rozhodl, povstání skončilo. Když se v roce 1945 k Brnu přibližovala fronta, stal se rozhodnutím německých úřadů členem tzv. Luftschutzu - protiletecké obrany. Odklízel suť z domů zničených nálety. Po osvobození Brna se dobrovolně zapojil do strážní služby při ostraze objektů po německé armádě nebo střežil německé válečné zajatce, kteří byli soustředěni v městském parku Lužánky, a stal se i členem Revolučních gard. Zážitky z Rudé armády během osvobozování, kdy její vojáci kradli a znásilňovali, v něm probudily kritičnost vůči SSSR.

### Po druhé světové válce a komunistický režim
Po skončení služby u revolučních gard Dvořákovi jeho otec zakázal další působení v této složce, neboť měl šestnáct let a neměl dostudováno. Proto po dostudování učitelského ústavu Lubomír Dvořák studoval na pedagogické fakultě v Olomouci. Mimo jiné po vzoru svého otce a také na základě jeho výchovy vstoupil do České strany národně sociální. V roce 1947 složil přijímací zkoušky na vojenskou akademii v Hranicích. Zde se například během jedné prázdninové dovolené s dalšími akademiky „dobrovolně“ přihlásili jako pomocníci v dolech a hutích Ostravska. V roce 1949 akademii zdárně zakončil a byl vyřazen v hodnosti poručíka Československé armády. Měl zájem sloužit v Praze, ale ta už byla obsazená, a tak byl přidělen k 48. pěšímu pluku do Benešova u Prahy do vojenského výcvikového prostoru Boletice.
V době působení na Šumavě u hranic s Bavorskem byl Dvořák u jednotek hloubkového průzkumu dislokovaných na Šumavě. V důsledku toho se na něho obrátilo několik lidí, zda by je nemohl převést přes hranice. Jeden známý mu tedy řekl, zda by v prostoru Horní Plané nemohl převést nějaké lidi a že by za to dostával dobře zaplaceno. Tuto pomoc ale provozoval zadarmo, jelikož to dělal také z přesvědčení o nesprávném politickém a později i hospodářském směřování poválečného Československa. Pomohl převést přes hranici například jednu leteckou akrobatku, dva bývalé československé piloty, kteří za války působili v řadách britské RAF, a dalším. Později se stal profesionálním důstojníkem a byl přeřazen k jiné posádce, a to v Nové Říši, kde učil na vojenském učilišti. Už od jeho prvního důstojnického působení se o něj začala zajímat Státní bezpečnost. Postupně byl přeřazen k několika posádkám na různých místech. Během působení v Jihlavě se na místním plese seznámil se svou první manželkou, s kterou se oženil v roce 1951 a měl s ní dvě děti. Po svatbě se mu přiznala, že jako členka SNB byla na něj nasazena a měla pravidelně podávat informace o jeho chování, názorech a postojích. Poté, co se do sebe zamilovali, tak spolupráci s StB ukončila.

### Zatčení a pracovní tábor
Začátkem května 1954 jel Lubomír Dvořák jako každoročně se svou jednotkou na slavnostní vojenskou přehlídku na Letenské pláni v Praze při příležitosti oslav dne osvobození Československa. V Praze se k jednotce přidal důstojník od vojenské kontrarozvědky, který mu byl pořád v patách. Druhý den po příjezdu obdržel rozkaz dostavit se se svoji jednotkou na Strahov, aby předvedli, co vojáci umí pro plánovanou přehlídku, a spolu s tím dostal i další rozkaz, a to přivést dokumenty na velitelství. Po příjezdu na velitelství musel odevzdat svůj vojenský průkaz a při příchodu s požadovanými dokumenty do kanceláře již na něho čekali dva muži, kteří mu na podání rukou na přivítanou nasadili pouta. Poté byl naložen do osobního automobilu a odvezen do Ruzyňské věznice, kde mu bylo přiděleno číslo 348 a cela. Výslech trval nepřetržitě 5 nocí a 4 dny a střídalo se několik vyšetřovatelů. Během výslechu byly použity různé formy brutálního násilí až mučení, byl poučován, jak se popravuje, a byly mu odepřeny i základní lidské potřeby, jako je potrava nebo toaleta. Neznal obvinění, pro které byl zatčen, a nebylo mu to sděleno ani při výslechu. V době jeho zatčení byli zadrženi i jeho stejně smýšlející přátelé a byla u něj doma udělána domovní prohlídku. Při ní nalezli lístek s kontaktem a heslem: „LES SE VRACÍ“, který dostal od kamaráda, kterému pomohl s emigrací, a dal mu jej v případě, pokud by chtěl přispět nějakou informací, která by mohla poškodit komunistický režim. Přiznal se, že v době působení na Šumavě pomohl překročit státní hranici do Bavorska několika lidem a byl přesvědčován kamarádem z Českého Těšína, kterému pomohl emigrovat, aby i on odešel do emigrace a následně od něho obdržel tento lístek. Ke konci výslechu musel podepsat, že s ním bylo dobře zacházeno a nebylo proti němu použito žádné násilí a žádných nátlakových metod.
Poté byla vypracována obžaloba, kde se uvádí, že skupina pod jeho vedením chtěla ve vhodném okamžiku v Jihlavě provést ozbrojený puč, obsadit důležité objekty a zlikvidovat osoby oddané státnímu zřízení ČSR. Snahou této skupiny bylo provádět záškodnické a diverzní akce v týlu vlastní armády, provádět sběr špionážních informací a ve vhodnou dobu přeběhnout k nepříteli. Proto se měl dopustit trestných činů velezrady, vyzvědačství a neoznámení trestného činu. Rozsudek v procesu, během jehož četby byl zdrogován skopolaminem, byl vynesen 23. prosince 1954. Byl odsouzen k trestu odnětí svobody na doživotí, propadnutí majetku, ztrátě čestných práv občanských navěky a vyloučení z vojska. Nejprve byl odvezen do tábora nucených prací v Jáchymově, kde byl z počátku v ústředním táboře. Krátce byl převezen do tábora Bytíz u Příbrami. Nejdříve pracoval na povrchu v údržbě a podobně, ale jako ostatní političtí vězni pak skončil na hlubinné šachtě, kde pracoval v pátém patře dolu na tzv. dobývce.
Společně s dvěma vězni začal plánovat útěk z tábora pomocí prokopání se ven, a to i s pomocí vyřazených náloží. Jeden z domluvených vězňů byl zřejmě duševně nemocný a začal v táboře rozhlašovat, že zde už dlouho nebude. Po donesení se informací k velitelství na vězně tvrdě udeřili a ten přiznal plánovaný útěk. V září 1958 byl Lubomír s druhým vězněm ihned poslán Pankrácké věznice, kde byl šest měsíců vyšetřován. Po skončení vyšetřování byl vrácen zpět do tábora Bytíz, jelikož už byl dříve odsouzen na doživotí. Během doby, co byl ve vězení, se s nim nechala jeho žena rozvést. První žádost o propuštění podal až v roce 1965, a byla zamítnuta. Propuštěn byl ale v roce 1968 na amnestii udělenou prezidentem Ludvíkem Svobodou.

### Život po propuštění a po Sametové revoluci
Po propuštění Lubomír Dvořák uvažoval o emigraci, ale vrátil se do Brna. Nikdo ho s jeho minulostí nezaměstnal a neměl kde bydlet, takže přespával, kde se dalo. Neměl ani občanský průkaz, ale jen propouštěcí papíry z vězení podepsané okresním prokurátorem. To byl problém u SNB, kteří vyžadovali platný občanský průkaz. Od bývalého vězně se dozvěděl o bytě 4. kategorie v Brně, který nikdo nechce. Na bytovém odboru magistrátu mu bylo sděleno, že jako bývalí politický vězeň nemá nárok. Po několika měsících se zoufalý rozhodl za poslední peníze jet za hlavním prokurátorem do Prahy. Zde ho ovšem za žádnou cenu nechtěli k nejvyššímu prokurátorovi ČSSR pustit. Po tomto rozhodnutí už jako zoufalý udělal dramatický výstup a řekl, že bude nucen spáchat trestný čin. Po tomto výstupu byl nejvyšším prokurátorem přijat a řekl mu, že když už to vydržel takovou dlouhou dobu, ať se vrátí se zpátky a vydrží ještě 3 dny. Po třech dnech získal základní životní potřeby včetně nových dokladů a získal i byt, který před tím žádal. Dostal místo závozníka ve stavebním podniku. Po 2 až 3 měsících při jízdě do Kovopodniku v Žabovřeskách potkal skupinu svářečů. Zeptal se jich, zda by ho nepřijali, ale že neumí vůbec svářet. Vzali ho mezi sebe. V té době se seznámil se svou druhou manželkou, když plnil poslední vůli svého nevlastního bratra z Vídně a předával jí jeho věci. Ve věku 42 let se s ní oženil a společně měli jednu dceru. U svářečství nezůstal a vystřídal ještě další zaměstnání.
Po listopadových událostech se Lubomír Dvořák okamžitě aktivně zapojil do práce komise provádějící prověrky členů StB v Brně, a pak působil tři roky v Úřadu dokumentace a vyšetřování zločinů komunismu (ÚDV) v Praze. Dne 8. ledna 1991 byl plně rehabilitován, byla mu vrácena ztracená vojenská hodnost a dne 14. června 1991 byl povýšen do hodnosti plukovníka.
U příležitosti oslav výročí vzniku Československa byl Lubomír Dvořák 28. října 1995 vyznamenán prezidentem Václavem Havlem Řádem Bílého lva III. třídy.

## Vyznamenání
- 1995 —  Řád Bílého lva, III. tř. vojenská skupina